# Jan van Kessel (starszy)
Jan van Kessel (starszy) (ochrz. 5 kwietnia 1626 w Antwerpii, zm. 17 kwietnia 1679 tamże) – flamandzki malarz martwych natur.

## Życiorys
Był wnukiem i kontynuatorem Jana Brueghla Aksamitnego, uczył się u Pietera Brueghla (młodszego), Hieronymusa van Kessela i Simona de Vosa. W 1644 lub 1645 został mistrzem w gildii św. Łukasza w Antwerpii. Miał dwóch synów Ferdinanda (1648-1696) i Jana (1654-1708), którzy byli jego uczniami i także zostali malarzami.

## Twórczość
Jan van Kessel malował przede wszystkim martwe natury, były to zazwyczaj niewielkie, wykonywane na miedzi lub drewnie, przedstawienia owadów, muszli i owoców. Artysta sięgał również po tematykę alegoryczną i biblijną, wybierając sceny w których występowały zwierzęta i rośliny. Na zlecenie innych malarzy wykonywał na ich obrazach girlandy kwiatów, świadczące o wpływie Daniela Seghersa. Prace Kessela odznaczające się fotograficzną precyzją były wykorzystywane jako ilustracje w dziełach naukowych epoki.
Duże i reprezentatywne zbiory prac malarza posiada m.in. Fitzwilliam Museum w Cambridge i Prado w Madrycie.

## Lista obrazów
| Tytuł                                                 | Rok        | Wymiary (cm)                                                       | Miejsce przechowywania      | Ilustracja |
| ----------------------------------------------------- | ---------- | ------------------------------------------------------------------ | --------------------------- | ---------- |
| Gałąź jabłoni i owady                                 | 1660       |                                                                    | Strasburg                   |            |
| Ryby i skorupiaki z widokiem na ujście rzeki do morza | 1660       |                                                                    | Stuttgart                   |            |
| Owoce i rak                                           |            |                                                                    | Drezno                      |            |
| Zwierzęta                                             | 1660       | 175 × 123 cm                                                       | Madryt Prado                |            |
| Cztery kontynenty. Europa                             | 1664- 1666 | panel środkowy, 48,5 × 67,5 cm, 16 mniejszych obrazów 14,5 × 21 cm | Stara Pinakoteka, Monachium |            |
| Cztery kontynenty. Ameryka                            | 1664- 1666 | panel środkowy, 48,5 × 67,5 cm, 16 mniejszych obrazów 14,5 × 21 cm | Stara Pinakoteka, Monachium |            |
| Cztery kontynenty. Afryka                             | 1664- 1666 | panel środkowy, 48,5 × 67,5 cm, 16 mniejszych obrazów 14,5 × 21 cm | Stara Pinakoteka, Monachium |            |
| Cztery kontynenty. Azja                               | 1664- 1666 | panel środkowy, 48,5 × 67,5 cm, 16 mniejszych obrazów 14,5 × 21 cm | Stara Pinakoteka, Monachium |            |

- Arka Noego – Antwerpia
- Wenus w kuźni Wulkana – Petersburg